# Var nu redo, själ och tunga
Var nu redo, själ och tunga är en gammal aftonpsalm i tretton verser av Johannes Rist, skriven 1652 och översatt av Haquin Spegel 1695 samt bearbetades till fem verser av Christopher Dahl 1807.
Texten inleds 1695 med orden:
War nu redo siäl och tunga
helge Ande hielp nu migh
I 1697 års koralbok anges att melodin är densamma som för psalmerna Giv, o Jesu, fröjd och lycka (nr 139), Helge Ande, hjärtats nöje (nr 184), Ack, vi ästu dock så blinder (nr 278), Ljus av ljus, o Morgonstjärna (nr 356) Öpna tigh min munn och tunga (nr 376) och Herre, signe du och råde (nr 413) vilket innebär att den är komponerad av Johann Schop och hämtad ur Himmlischer Lieder från 1642, melodin är enligt senare års psalmböcker använd till flera andra psalmer.

## Publicerad som
- Nr 377 i 1695 års psalmbok under rubriken "AftonPsalmer".
- Nr 443 i 1819 års psalmbok under rubriken "Med avseende på särskilda personer, tider och omständigheter: Morgon och afton: Aftonpsalmer".
- Nr 734 i Sionstoner 1935 under rubriken "Morgon och afton".
- Nr 443 i 1937 års psalmbok under rubriken "Afton".